# Amietia ruwenzorica
Espèce
Statut de conservation UICN

 LC  : Préoccupation mineure
Synonymes
- Rana ruwenzorica Laurent, 1972
- Afrana ruwenzorica (Laurent, 1972)

Amietia ruwenzorica est une espèce d'amphibiens de la famille des Pyxicephalidae.

## Répartition
Cette espèce est endémique du centre de l'Afrique. Elle se rencontre entre 700 et 2 500 m d'altitude, :
- sur les monts Ruwenzori dans le nord-est de la République démocratique du Congo et dans l'ouest de l'Ouganda ;
- sur les plateaux Kabobo et Itombwe en République démocratique du Congo.

## Étymologie
Cette espèce est nommée en référence au lieu de sa découverte, le mont Ruwenzori.

## Publication originale
- Laurent, 1972 : Amphibiens. Exploration du Parc National des Virunga, Bruxelles, sér. 2, vol. 22, p. 1-125.